# Голосок (фильм)
«Голосок» (англ. «Little Voice») — художественный фильм, снятый британским режиссёром Марком Херманом по пьесе Джима Картрайта «Взлёт и падение Голоска» («The Rise and Fall of Little Voice») в 1998 году.
Фильм получил шесть номинаций премии BAFTA, одну номинацию на Оскар (Бренда Блетин), победу (Майкл Кейн), две номинации на Золотой глобус и ряд других наград.

## Сюжет
Наделённая большим исполнительским талантом девушка по прозвищу Голосок живёт в небольшом прибрежном городе Скарборо. Её мать, любительница весело провести время, с удивлением узнаёт от своего очередного кавалера, что Лора может стать большой певицей, если приложить некоторое старание в продвижении её к сценической карьере.
Застенчивая девушка едва соглашается на выступление в стенах ночного клуба. Добившись потрясающего успеха и оваций заполнившей зал публики, она отказывается от очередного концерта, устроенного её новоявленным импресарио с целью показать найденный им самородок приглашённому продюсеру. Память о рано умершем отце, на коллекции пластинок которого была воспитана Лора, и слишком тяжёлый груз личных переживаний стали непреодолимым препятствием для выхода на сцену.

## В ролях
- Джейн Хоррокс — Лора Хофф / Голосок
- Бренда Блетин — Мэри Хофф
- Майкл Кейн — Рэй Сэй
- Джим Бродбент — мистер Бу
- Юэн Макгрегор — Билл
- Аннетт Бэдлэнд — Сэди
- Филип Джексон — Джордж

## Саундтрек
В фильме звучат песни в исполнении Джейн Хоррокс:
- «The Man that Got Away» (Гарольд Арлен и Айра Гершвин)
- «Lover Man (Oh Where Can You Be» (Джимми Дэвис, Джими Шерман и Роджер Рамирес)
- «Over the Rainbow» (Гарольд Арлен и Эдгар Харбург)
- «Chicago» (Фред Фишер)
- «I Wanna Be Loved By You» (Гарри Руби, Герберт Стотхарт и Берт Калмар)
- «Big Spender» (Си Колеман и Дороти Филдс)
- «Sing As We Go» (Гарри Пэр-Дэвис)
- «Falling in Love Again» (Фредерик Холландер и Самюэль Лернер)
- «Get Happy» (Гарольд Арлен и Тед Колер)